# Курт Єкель (підводник)
Курт Єкель (нім. Kurt Jäckel; 6 грудня 1919, Леппенен — 7 грудня 1991, Гамбург) — німецький офіцер-підводник, оберлейтенант-цур-зее крігсмаріне.

## Біографія
В серпні 1939 року вступив на флот. З листопада 1942 по січень 1943 року — вахтовий офіцер на підводному човні U-529. В лютому 1943 року направлений на будівництво U-714. З 10 лютого 1943 року — 2-й вахтовий офіцер на U-714, на якому взяв участь у трьох походах. 1-14 серпня 1944 року пройшов курс позиціонування (радіовимірювання), з 15 серпня по 1 жовтня 1944 року — курс командира човна, після чого був переданий в розпорядження 22-ї флотилії (Готенгафен), в грудні — на будівництво U-2366. З 10 березня 1945 року — командир U-2366. 5 травня 1945 року наказав затопити човен в рамках операції «Регенбоген». 9 травня 1945 року взятий в полон британськими військами.

## Звання
- Рекрут (серпень 1939)
- Фенріх-цур-зее (1 червня 1941)
- Оберфенріх-цур-зее (1 липня 1942)
- Лейтенант-цур-зее (1 січня 1943)
- Оберлейтенант-цур-зее (1 жовтня 1944)

## Нагороди
- Нагрудний знак підводника (3 грудня 1943)
- Залізний хрест 2-го класу (25 лютого 1944)